# Банківська система
Банківська система — сукупність різних видів національних банків і кредитних установ, що діють в рамках загального грошово-кредитного механізму. Включає Центральний банк, мережу комерційних банків і інших кредитно-розрахункових центрів. Центральний банк проводить державну емісійну і валютну політику, і є ядром резервної системи банківських операцій.
Банківська система України складається з Національного банку України та інших банків, а також філій іноземних банків, що створені і діють на території України відповідно до положень закону «Про банки і банківську діяльність». Банк самостійно визначає напрями своєї діяльності і спеціалізацію за видами послуг. Національний банк України визначає види спеціалізованих банків та порядок набуття банком статусу спеціалізованого. Національний банк України здійснює регулювання діяльності спеціалізованих банків через економічні нормативи та нормативно-правове забезпечення здійснюваних цими банками
операцій.

## Структура банківської системи
У країнах з розвиненою ринковою економікою склалися дворівневі банківські системи. Верхній рівень системи представлений центральним (емісійним) банком. На нижньому рівні діють комерційні банки, що підрозділяються на універсальні та спеціалізовані банки (інвестиційні банки, ощадні банки, тимчасові ощадні банки, іпотечні банки, банки споживчого кредиту, галузеві банки, внутрішньовиробничі банки), і небанківські кредитно-фінансові інститути (інвестиційні компанії, інвестиційні фонди, страхові компанії, пенсійні фонди, ломбарди, трастові компанії).

## Типи банківських систем
Міжнародна практика знає кілька типів банківських систем: розподільна централізована банківська система; ринкова банківська система; банківська система перехідного типу.
Банківська система розподільного (централізованого) типу має такі особливості[джерело?]:
- Держава є єдиним власником. Монополія держави на формування банків.
- Однорівнева банківська система.
- Дворівнева  банківська система.
- Відповідальність держави за зобов'язаннями банків.
- Банки підкоряються уряду і залежать від його оперативної діяльності.
- Кредитні і емісійні операції зосереджені в одному банку.
- Керівник банку призначається центральною або місцевою владою державними органами управління.

На противагу розподільної (планово-адміністративної) системі банківська система ринкового типу має такі відмінності:
- Відсутністю монополії держави на банківську діяльність.
- Емісійні і кредитні функції розділені між собою. Емісія готівки зосереджена в центральному банку, кредитування підприємств та населення здійснюють різні ділові банки — комерційні, інвестиційні, інноваційні, іпотечні, ощадні і т. д.
- Комерційні банки не відповідають по зобов'язанням держави, так само як і держава не відповідає по зобов'язанням комерційних банків.

## Банківська інфраструктура
Банки як елементи банківської системи можуть успішно розвиватися лише у взаємодії з іншими її елементами і, перш за все, з банківською інфраструктурою. До її елементів відносяться:
- Законодавчі норми, що визначають статус кредитної установи, перелік виконуваних ним операцій.
- Внутрішні правила здійснення операцій, що забезпечують виконання законодавчих актів та захист інтересів вкладників, клієнтів банку, його власних інтересів, в цілому методичне забезпечення.
- Побудова обліку, звітності, аналітичної бази, комп'ютерна обробка даних, управління діяльністю банку на базі сучасних комунікаційних систем.
- Структура апарату управління банком.